# Machine Gun (singel Portishead)
Machine Gun – pierwszy singiel zespołu Portishead z płyty Third, wydany 18 marca 2008 roku. Był to pierwszy singiel grupy od dziesięciu lat, jednak odróżnia się od poprzednich nagrań grupy wykorzystaniem agresywnych, industrialnych rytmów. Swoją premierę miał na antenie BBC Radio 1 i stronie internetowej Portishead, a 10 kwietnia został udostępniony do płatnego pobrania. Jednostronny winyl został wydany w Anglii 14 kwietnia 2008 roku. Wideoklip pokazuje grupę, wykonującą piosenkę w studiu.
Singiel okazał się pierwszym od 1998 roku, który dotarł do notowania UK Singles Chart – zajmował w nim 52. pozycję Machine Gun został doceniony przez krytyków – serwis Acclaimed Music, uśredniający opinie recenzentów, sklasyfikował go na 11. miejscu na liście 2008 roku, 71. w dekadzie i 477. rankingu wszech czasów.
Utwór został zsamplowany w utworze The Weeknd Belong to the World w 2013 roku.